# اولشنا (ناحیه پلهریموف)
اولشنا (به چکی: Olešná) یک منطقهٔ مسکونی در جمهوری چک است که در ناحیه پلهریموو واقع شده‌است. اولشنا ۱۲٫۷۳ کیلومتر مربع مساحت و ۵۷۵ نفر جمعیت دارد و ۵۱۷ متر بالاتر از سطح دریا واقع شده‌است.